# Timothy Mofolorunso Aluko
Timothy Mofolorunso Aluko (Ilesha, 14 de julio de 1918 – 1 de mayo de 2010) fue un escritor nigeriano.

## Biografía
Procedente del pueblo Yoruba, Aluko estudió en el Gobierno Nacional, Ibadan y en el Instituto de Yaba en Lagos. A partir de aquí, estudió ingeniería civil y urbanismo en la Universidad de Londres. Ocupó varios cargos administrativos en su país de origen, incluido el de Director de Obras Públicas en Nigeria Occidental. Dejó el servicio civil en 1966 y desde entonces hasta su jubilación en 1978 siguió una carrera como escritor y académico, obteniendo un doctorado en ingeniería municipal en 1976. Recibió varios premios y honores, incluyendo la de Oficial de la Orden del Imperio Británico (OBE) en 1963 y Oficial Orden del Níger (OON) en 1964.
Sus novelas se destacaron por su tono satírico y versaba sobre el choque de valores nuevos y viejos en una África cambiante.
En 1994, publicó su autobiografía My Years of Service, un relato de sus actividades como ingeniero y profesor universitario. Su libro autobiográfico posterior, "The Story of My Life", publicado en 2007, ofrece una mirada más profunda a la vida de Aluko, exponiendo su infancia y su trabajo como funcionario público.
T. M. Aluko murió el 1 de mayo de 2010 en Lagos, a los 91 años.

## Obras
- One Man, One Matchet (1964)
- Kinsman and Foreman (1966)
- Chief the Honourable Minister (1970)
- His Worshipful Majesty (1973)
- My Years of Service (1994) (autobiografía)